# Lathrolestes orbitalis
Lathrolestes orbitalis là một loài tò vò trong họ Ichneumonidae.